# HD258782
HD258782 — хімічно пекулярна зоря спектрального класу A0, що має  видиму зоряну величину в смузі V приблизно  9,1.
Вона  розташована на відстані близько 162,8 світлових років від Сонця.

## Пекулярний хімічний вміст
Зоряна атмосфера HD258782 має підвищений вміст 
Si
.